# Synthemis feronia
Synthemis feronia är en trollsländeart som beskrevs av Maurits Anne Lieftinck 1938. Synthemis feronia ingår i släktet Synthemis och familjen skimmertrollsländor. Inga underarter finns listade i Catalogue of Life.